# Operazione Wikinger
L'operazione Wikinger (cioè vichingo, in tedesco) venne effettuata durante la seconda guerra mondiale dalla Kriegsmarine tedesca con l'intenzione di intercettare le flottiglie pescherecce inglesi sul Dogger Bank sospettando attività spionistiche. Per errore le navi tedesche vennero attaccate da bombardieri della Luftwaffe e due cacciatorpediniere, Z1 Leberecht Maass e Z3 Max Schultz vennero affondati, il primo da bombe di profondità, il secondo da una mina.

## L'operazione
Per indagare sulle attività dei pescherecci britannici nella zona del Dogger Bank venne deciso di fare uscire delle forze navali, nello specifico la 1. Zerstörerflottille composta da sei cacciatorpediniere: Z16 Friedrich Eckoldt, Z4 Richard Beitzen, Z13 Erich Koellner, Z6 Theodor Riedel, Z3 Max Schultz e Z1 Leberecht Maass. Poiché alla Kriegsmarine era stato proibito di costituire una propria forza aerea, il Marineflieger che verrà costituito dopo la seconda guerra mondiale, in modo da lasciare l'esclusiva dei velivoli alla Luftwaffe di Göring, venne incaricato il X. Fliegerkorps delle operazioni di scorta. Nel contempo due squadriglie di bombardieri Heinkel He.111 vennero inviate in pattugliamento antinave sulla stessa zona, e le due operazioni non vennero notificate ai comandi interessati.
Quando l'operazione prese il via, nella notte del 19 illuminata da una buona luce lunare, i cacciatorpediniere presero a navigare all'interno di un canale denominato Weg I largo 6 miglia all'interno del campo minato Westwall (muro dell'ovest) che proteggeva la costa tedesca.
Le navi sentirono un rumore di motori di aereo e vennero sorvolate da un apparecchio non identificato che non emise alcun segnale di riconoscimento. Al secondo sorvolo, alcune navi della formazione aprirono il fuoco coi cannoni contraerei da 20mm, e a quel punto il velivolo iniziò la manovra d'attacco; nel frattempo l'ultima nave della formazione, la Max Schultz, aveva riconosciuto le croci tedesche sulle ali alla luce delle fiammate dei cannoni, e diramò per radio un avviso in merito, che venne ignorato dalle altre navi.

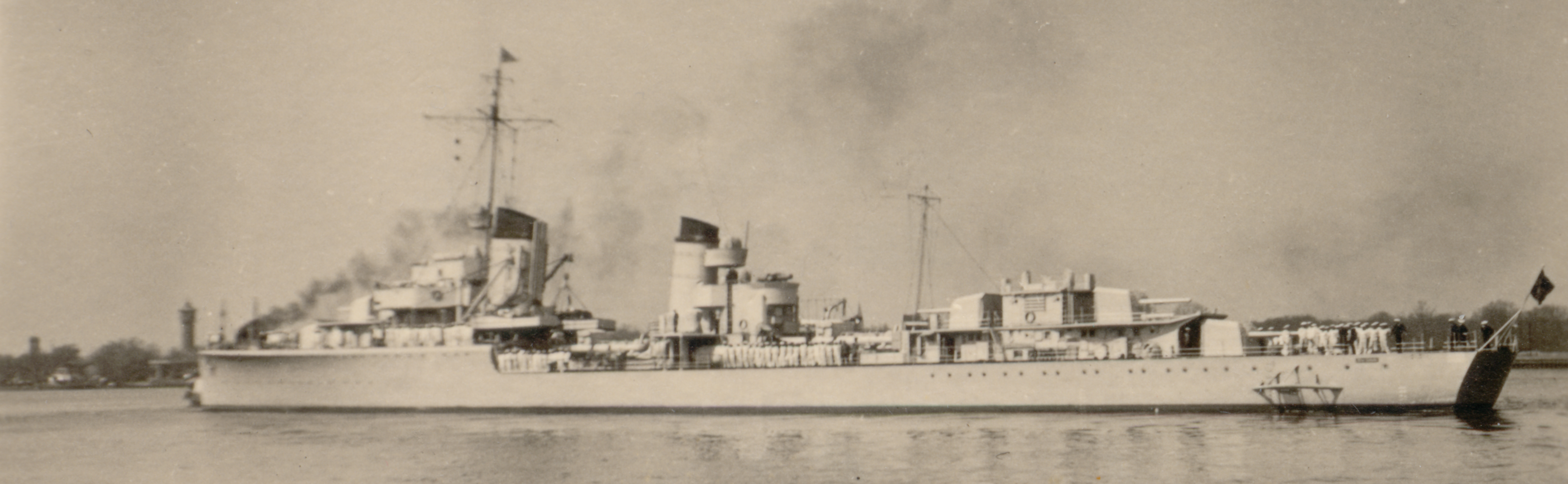
La Z3 Max Schultz

Il bombardiere sganciò quattro bombe da 500 kg tre delle quali mancarono il bersaglio; la quarta centrò in pieno la Z1 ma senza provocare fiamme visibili. Il cacciatorpediniere inviò il messaggio "Habe Treffer, brauche Hilfe" (sono colpito, necessita aiuto); la seconda nave della formazione, il Friedrich Eckoldt, si avvicinò al Leberecht Maass ma a 500m i cannoni da 20mm di poppa iniziarono a sparare senza motivo apparente ed improvvisamente la nave saltò in aria spezzandosi in due. Nelle operazioni di recupero un secondo caccia, il Max Schultz saltò su quella che in seguito si rivelò una mina ma in un primo tempo venne scambiato per un siluro lanciato da un sommergibile, ed il Theodor Riedel lanciò quattro bombe di profondità danneggiando il proprio timone.
Le operazioni di recupero dei naufraghi vennero interrotte per la caccia al presunto sommergibile, e annullate dopo l'affondamento del Max Schultz, e solo 60 membri dell'equipaggio di 330 uomini del Leberecht Maass vennero recuperati, nessuno dei 308 del Max Schultz.